# جشنواره بیوگرافیلم
جشنواره بیوگرافیلم (جشنواره فیلم زندگی‌نامه‌ای) - زندگانی افراد مشهور بین‌المللی، اولین رخداد بین‌المللی است که به فیلم‌های زندگی‌نامه‌ای اختصاص یافته‌است.
هدف این جشنواره پیدا کردن و نشان دادن تجربیات و طریقت‌های دوران زندگی است. داستان‌های کوچک و بزرگی که دنیا را تحت تأثیر قرارداده‌اند.
این جشنواره با زمان‌بندی کاملی دنبال می‌شود، ویژگی فیلم‌های گونه زندگی‌نامه‌ای و تماشاگرانش، به خاطر برخی دلایل قبلاً در ایتالیا شناخته و بررسی نشده بود.
کیفیت فرهنگی این گونه فیلم‌ها به عنوان یک ارزش خیلی مثبت از یک چشم‌انداز ارتباطی شناخته شده‌است.
وقتی که به ارزش‌هایی مثل گسترش، تعهد و درخواست افزایش کیفیت محصولات فرهنگی به‌طور کلی برمی گردد.
این جشنواره در ژوئن ۲۰۰۵ در بولونیای ایتالیا شروع به کار کرد.
این جشنواره توسط انجمن طرفدران جشنواره‌ها اشاعه شده‌است.

## دوره‌های جشنواره

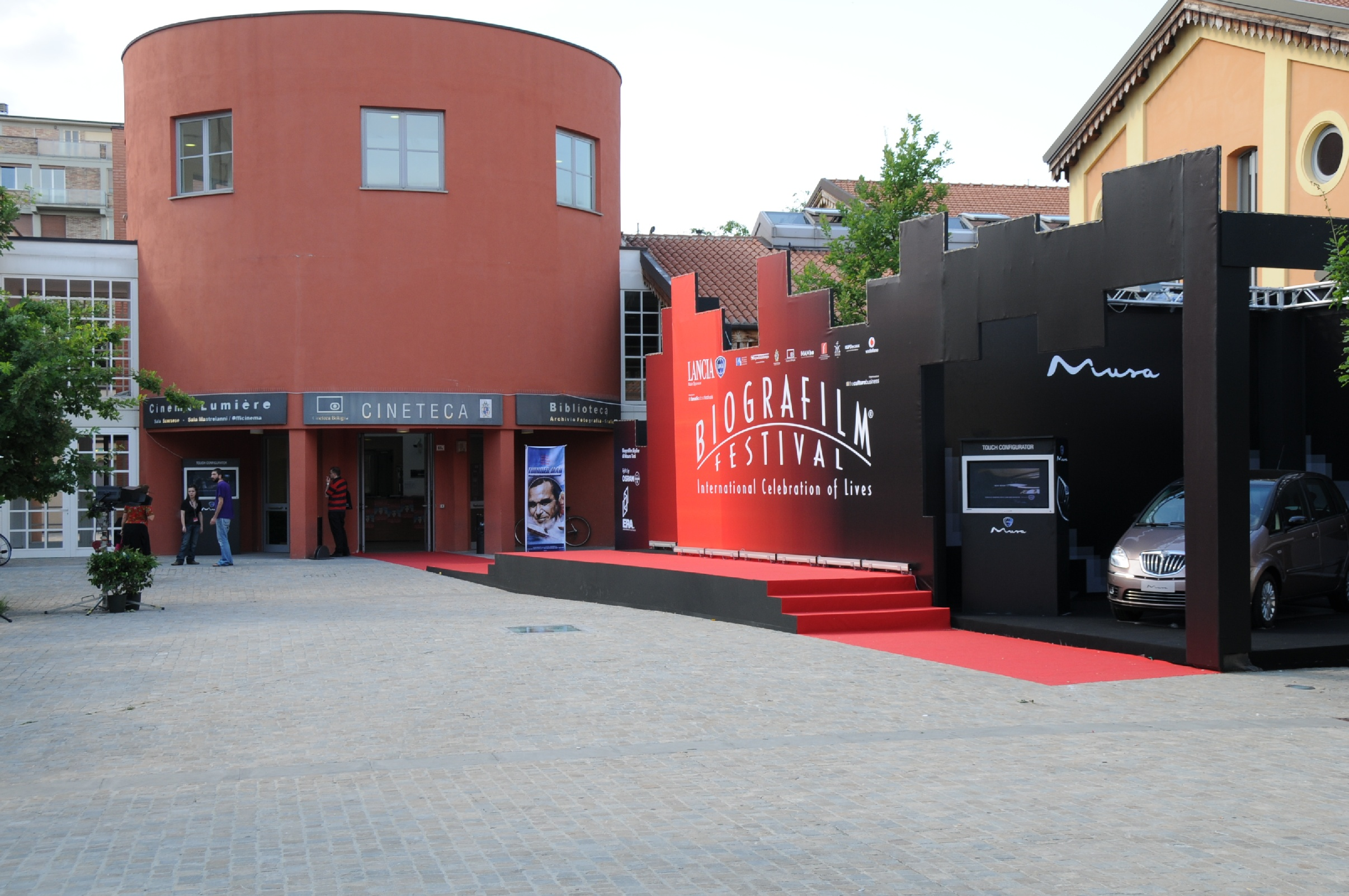
فرش قرمز جشتواره بیوگرافیلم

| دوره  | زمان       | سال  |
| ----- | ---------- | ---- |
| اول   | ۱–۵ ژوئن   | ۲۰۰۵ |
| دوم   | ۷–۱۱ ژوئن  | ۲۰۰۶ |
| سوم   | ۶–۱۰ ژوئن  | ۲۰۰۷ |
| چهارم | ۱۱–۱۵ ژوئن | ۲۰۰۸ |
| پنجم  | ۱۰–۱۵ ژوئن | ۲۰۰۹ |
| ششم   | ۱۰–۱۴ ژوئن | ۲۰۱۰ |
| هفتم  | ۱۰–۲۰ ژوئن | ۲۰۱۱ |
| نهم   | ۱۰–۱۸ ژوئن | ۲۰۱۲ |

## جوایز مخاطبان
جایزه تماشاگران | انتخاب رسمی بیوگرا فیلم

جایزه تماشاگران | جشنواره بیوگرا فیلم

جایزه تماشاگران | بیوگرا فیلم ایتالیا

## جوایز هیئت داوران
جایزه لانچا |جشنواره بیوگرا فیلم

جایزه لانچا | جشنواره بیوگرا فیلم - یادآوری ویژه

جایزه بهترین زندگی|جشنواره بیوگرافیلم

## جشنواره بیوگرافیلم ۲۰۱۲
جایزه تماشاگران | انتخاب رسمی بیوگرا فیلم: عشق و سیاست از آزاد یافاریان و لوسیانا کاستلینا، کمونیست از دانیله سرژ.

جایزه تماشاگران | جشنواره بیوگرا فیلم: مارلی از کوین مک دونالد

جایزه لانچا |جشنواره بیوگرا فیلم: جیسون بکر: جسی ویل هنوز نمرده‌است.

جایزه لانچا | جشنواره بیوگرا فیلم - یادآوری ویژه: اشتباه پدر من از کلوئه بارو

جایزه بهترین زندگی|جشنواره بیوگرافیلم: یوشکا و آقای فیشر از پپه دانکوارت

جایزه لانچا جشن زندگانی | جشنواره بیوگرافیلم: مارینا آبراموویچ، سول زائنتز، پاول زائنتز، کیارا ویگو.

جایزه مشترک ۲۰۱۲(در همکاری با لگاکوپ بولونیا): جزیره رئیس‌جمهور از جان شنک

زندگینامه | جایزه سینمای واقعگرای فل ترینلی: زمین بایر از لوکی واکر